# Euchlanis semicarinata
Euchlanis semicarinata är en hjuldjursart som beskrevs av Segers 1993. Euchlanis semicarinata ingår i släktet Euchlanis och familjen Euchlanidae. Inga underarter finns listade i Catalogue of Life.